# St. Bartholomäus (Lamstedt)

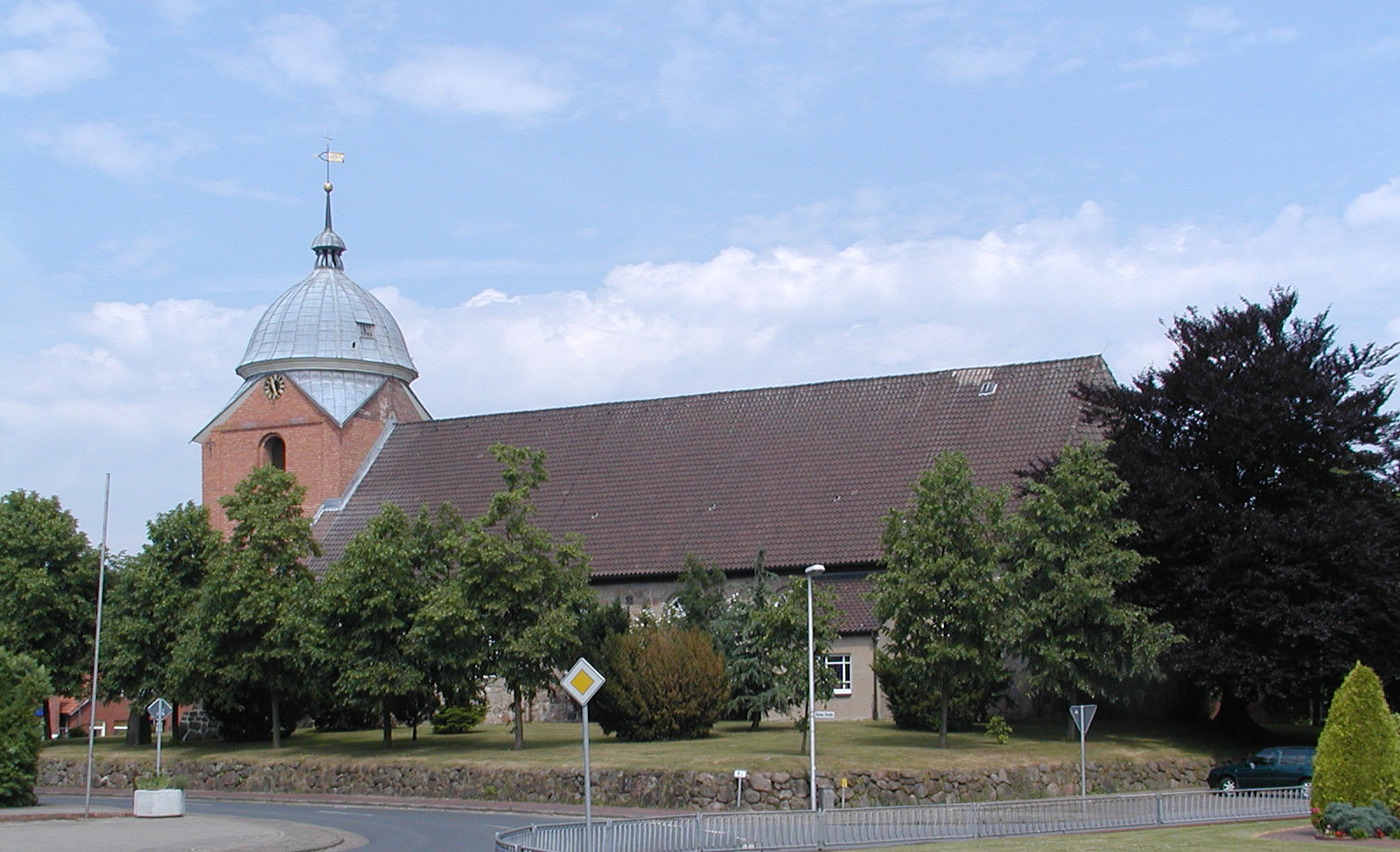
St. Bartholomäus

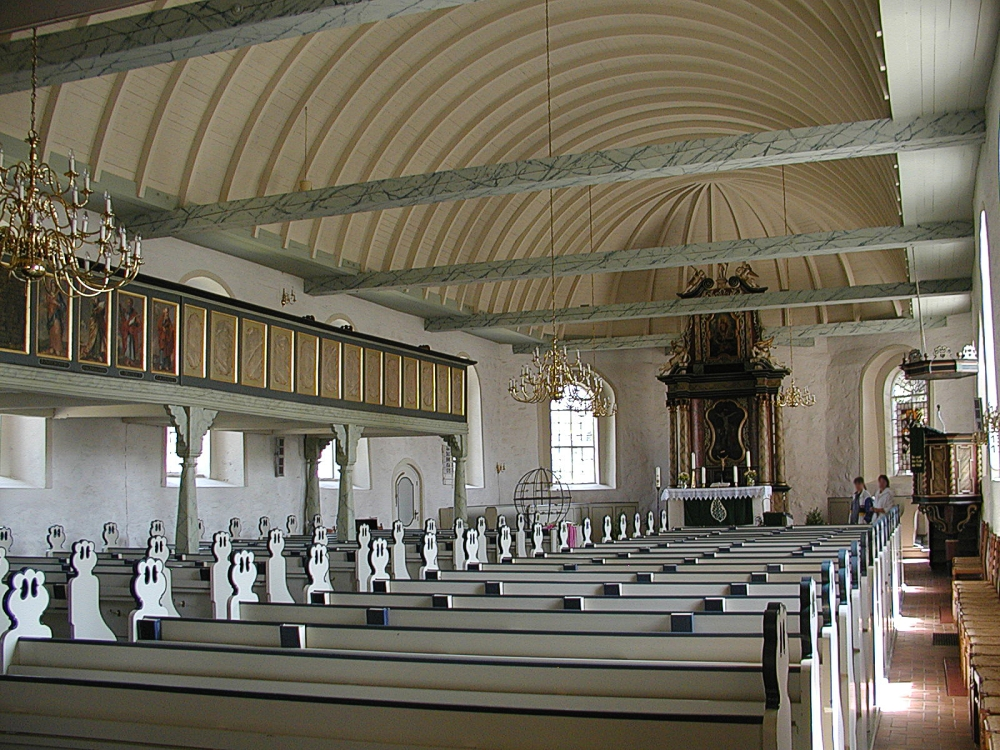
Innenansicht

Die evangelisch-lutherische  Kirche St. Bartholomäus steht in Lamstedt, einer Gemeinde im Landkreis Cuxhaven von Niedersachsen. Die Kirchengemeinde gehört zum Kirchenkreis Cuxhaven-Hadeln im Sprengel Stade der Evangelisch-lutherischen Landeskirche Hannovers. 
Das Gebäude steht unter Denkmalschutz (siehe auch Liste der Baudenkmale in Lamstedt).

## Geschichte und Beschreibung
Lamstedt wurde erstmals 1115 als parochia lamstede in Kirchenunterlagen erwähnt. 1300 stellten Basilius, Ebf. der Armenier in Jerusalem, und Adenolfo, Ebf. von Conza (amt. 1295–1301), zusammen mit sechs weiteren Bischöfen einen Ablass für die „ecclesia sancti Bartolomei in Lamestede“ aus. 1350 ist in Lamstede erstmals ein Pfarrer namentlich belegt.
Reformation: Der katholische Erzbischof Christoph von Braunschweig-Lüneburg regierte von 1511 bis 1558 im Erzbistum Bremen. Sein Bruder und Nachfolger von 1558 bis 1566 Ebf. Georg duldete die evangelisch-lutherische Lehre und der Bremer Ebf. von 1567 bis 1585 Heinrich III. war Protestant. In der „kirchenn zu Lambstede“ wurde 1567 die luth. Lehre eingeführt.

### Bauwerk
Um 1300 wurde die langgestreckte Saalkirche aus Feldsteinen gebaut, die im Osten einen polygonal geschlossenen Chor hat. Das Langhaus ist mit einem Satteldach bedeckt, der Chor mit einem Walm. Bei einem Umbau von 1768 wurden die Rundbogenfenster vergrößert. 1983/84 erfolgte ein Abbruch des durch verwitterten Mörtel beschädigten Feldsteinmauerwerks und ein Neuaufbau. Dabei wurde das ursprünglichen Aussehen weitgehend erhalten.  
Der Kirchturm im Westen  wurde 1768 nach Plänen von Oberlandbaumeister Georg Christian Wundram angefügt 1812 brach im Ortszentrum ein Feuer aus; der Kirchturm war auch betroffen. Seine runde Kuppel mit Laterne und Zinkblechdeckung erhielt er 1820.

### Inneres
Im weiten Innenraum wurde 1768 ein hölzernes segmentbogiges Tonnengewölbe eingezogen. Die Empore im Westen und der westliche Teil der Nordempore wurden um 1700, der östliche Teil wurde 1768 eingebaut. Ihre Brüstungen sind mit biblischen Szenen und Heiligen bemalt.
Ausstattung:
Das zweigeschossige Altarretabel von 1747 hat im Hauptgeschoss ein von Pilastern und je zwei freistehenden Säulen gerahmtes ein Gemälde über die Kreuzigung. Darüber befindet sich ein verkröpftes Gebälk mit einem gesprengten Giebel und darauf liegenden Engeln, als Abschluss steht der Auferstandene zwischen Engeln. Die schlichte Kanzel stammt aus der 2. Hälfte des 17. Jahrhunderts, ein lebensgroßes Kruzifix ist um 1500 entstanden.
Orgel:
Die erste Orgel mit 21 Registern, verteilt auf zwei Manuale und ein Pedal, wurde von Arp Schnitger gebaut. Sie wurde 1907 durch ein Werk mit 24 Registern von Ernst Röver ersetzt. 1958 wurde sie erneut ersetzt durch eine Orgel von Emanuel (Magnus) Kemper. Diese Orgel hat Alfred Führer 1998 restauriert.
Glocken:
Der Turm birgt fünf Glocken: Zu einer Grundglocke von 1820 goss die Glockengießerei Rincker in Sinn 1967 vier kleinere Glocken hinzu.